# RX Bootis
RX Bootis (RX Boo / HD 126327 / HIP 70401) es una estrella variable en la constelación de Bootes, el pastor.
Visualmente se encuentra a poco más de 3º al este de 12 Bootis y tiene magnitud aparente media +7,97, por lo que no es visible a simple vista.
Está a 510 años luz de distancia del sistema solar.
RX Bootis es una gigante roja de tipo espectral M7.5III. Es una estrella muy fría con una temperatura efectiva de sólo 3000 K
y un diámetro 347 veces más grande que el diámetro solar.
El contenido metálico de RX Bootis es notablemente inferior al del Sol ([Fe/H] = -0,53), siendo su abundancia relativa de hierro sólo un 26% del existente en nuestra estrella.
Pierde masa estelar a razón de 6,48 × 10-7 veces la masa solar por año.
Es una variable semirregular SRB; éstas son gigantes con una periodicidad poco definida, pero a las que se le puede asignar un período medio. Así, el brillo de RX Bootis varía 2,7 magnitudes en un ciclo de 340 días.
En 1971 se detectó la existencia de un máser de vapor de agua en RX Bootis, siendo uno de los primeros máseres encontrados en una estrella de tipo espectral tardío. Se ha hallado una débil correlación entre la intensidad del máser y el flujo óptico. Mapas realizados con el VLA muestran una extensión total de la envoltura del máser de 150 - 230 milisegundos de arco, equivalentes a un radio exterior de 12 - 18 UA.